# 10 Minute Warning
10 Minute Warning — американський рок-гурт, що існував з 1983 по 1984 роки в Сіетлі.

## Історія
Гурт 10 Minutes Warning був утворений в 1983 році музикантами двох інших сіетлських колективів. Спочатку учасники хардкор-панк-гурту The Fartz просто хотіли змінити назву, але невдовзі від The Fartz залишились лише Пол Солджер (гітара) та Блейн Кук (вокал). Вони зібрались разом з Даффом Маккаганом (гітара) та Ґреґом Ґілмором (барабани), музикантами іншого андеграундного гурту The Living, додали бас-гітариста Девіда Гаррігеса, та створили новий колектив. За декілька місяців Блейна змінив Стів Вервольф.
Спочатку 10 Minutes Warning дотримувались панк-роківської естетики, гравши агресивну музику з щільними гітарними рифами. Стиль нового вокаліста вплинув на музику гурту, вона стала більш похмурою та психоделічною. З одного боку, у творчості 10 Minutes Warning відчувався вплив панк-року, The Stooges, The MC5, а з іншого, чимось схожий на Джима Моррісона харизматичний співак змушував порівнювати гурт із The Doors та Velvet Underground. Коли 10 Minutes Warning грали на розігріві у Black Flag в 1983 році, Генрі Роллінз назвав їх «панк-роківським Hawkwind».
Колектив суттєво вплинув на тогочасну сіетлську музичну сцену, ставши «чашкою Петрі сіетлських талантів». Гітарист Green River, Mother Love Bone та Pearl Jam Стоун Ґоссард казав, що «якби не було 10MW, я б сьогодні не грав на гітарі». Джеф Амент підтверджував, що Ґоссард захоплювався грою Пола Солджера і деякі пісні Green River містили трохи змінені партії 10 Minute Warning. Зокрема, Солджер вважається одним з авторів пісні «Rehab Doll», що вийшла на однойменній платівці Green River.
В кінці 1983 року Дафф Маккаган та Девід Гаррігес залишили гурт. В січні 1984 року новим бас-гітаристом став Деніел Гаус. Навесні та влітку музиканти працювали над матеріалом для нового альбому, проте в вересні гурт розвалився. За словами Гауса, через надмірне вживання наркотиків виступи та репетиції виходили з-під контролю, тому кінець гурту був лише справою часу.
Подальша доля колишніх музикантів 10 Minutes Warning склалась по-різному. Найбільш відомим став Дафф Маккаґан, який вирушив до Лос-Анджелеса і за декілька років став бас-гітаристом всесвітньо відомого рок-гурту Guns N' Roses. Ґреґ Ґілмор також переїхав до Лос-Анджелесу і мав можливість приєднатись до «ганзів», але згодом повернувся до Сіетлу. Блейн Кук заснував The Accused. Пол Солджер продовжив грати в гурті Meddaphysical. Девід Гарригес переїхав до Індії, після чого викладав йогу. Стів Вервольф вмер у 2008 році після передозування наркотиків. Деніел Хаус грав у гурті Skin Yard, а на початку дев'яностих став власником лейблу C/Z Records.
В 1997 році Дафф Маккаган залишив Guns N' Roses і повернувся до Сіетлу. Він вирішив відновити 10 Minutes Warning та зміг зібрати Солджера, Гаррігеса та Гілмора з оригінального складу гурту. Новим вокалістом став Крістофер Блю. В 1998 році на лейблі Sub Pop вийшов однойменний альбом 10 Minute Warning. Платівка була несхожою на звучання Guns N' Roses, яке могли б очікувати слухачі, знайомі лише з цією частиною творчості Маккагана. Замість цього, вона стала поверненням до «сирого» ґранджового звучання, притаманного сіетлським рок-гуртам другої половини вісімдесятих, таким як Green River та Soundgarden.
У 2020 році сіетлський продюсер Джек Ендіно долучився до роботи над оригінальними плівками 10 Minutes Warning, записаними в 1984 році. Він звів десять пісень, що увійшли до альбому This Could be Heaven — The Lost 1984 Recordings, який став першим вініловим релізом на C/Z Records з початку 2000-х років. За словами Деніела Хауса, ці пісні можна вважати «відсутньою ланкою», що поєднала панк-рок та грандж та вплинула на вибух сіетлської сцени на початку дев'яностих.

## Дискографія
- 1998 — 10 Minute Warning
- 2021 — This Could Be Heaven (The Lost 1984 Recordings)

## Учасники гурту
- Пол Солджер — гітара
- Блейн Кук — вокал (1983)
- Дафф Маккаґан — гітара (1983, 1997)
- Ґреґ Ґілмор — барабани
- Девід Гаррігес — бас-гітара (1983, 1997)
- Стів Вервольф — вокал (1983—1984)
- Деніел Хаус — бас-гітара (1984)
- Крістофер Блю — вокал (1997)